# 섹스투스 타르퀴니우스

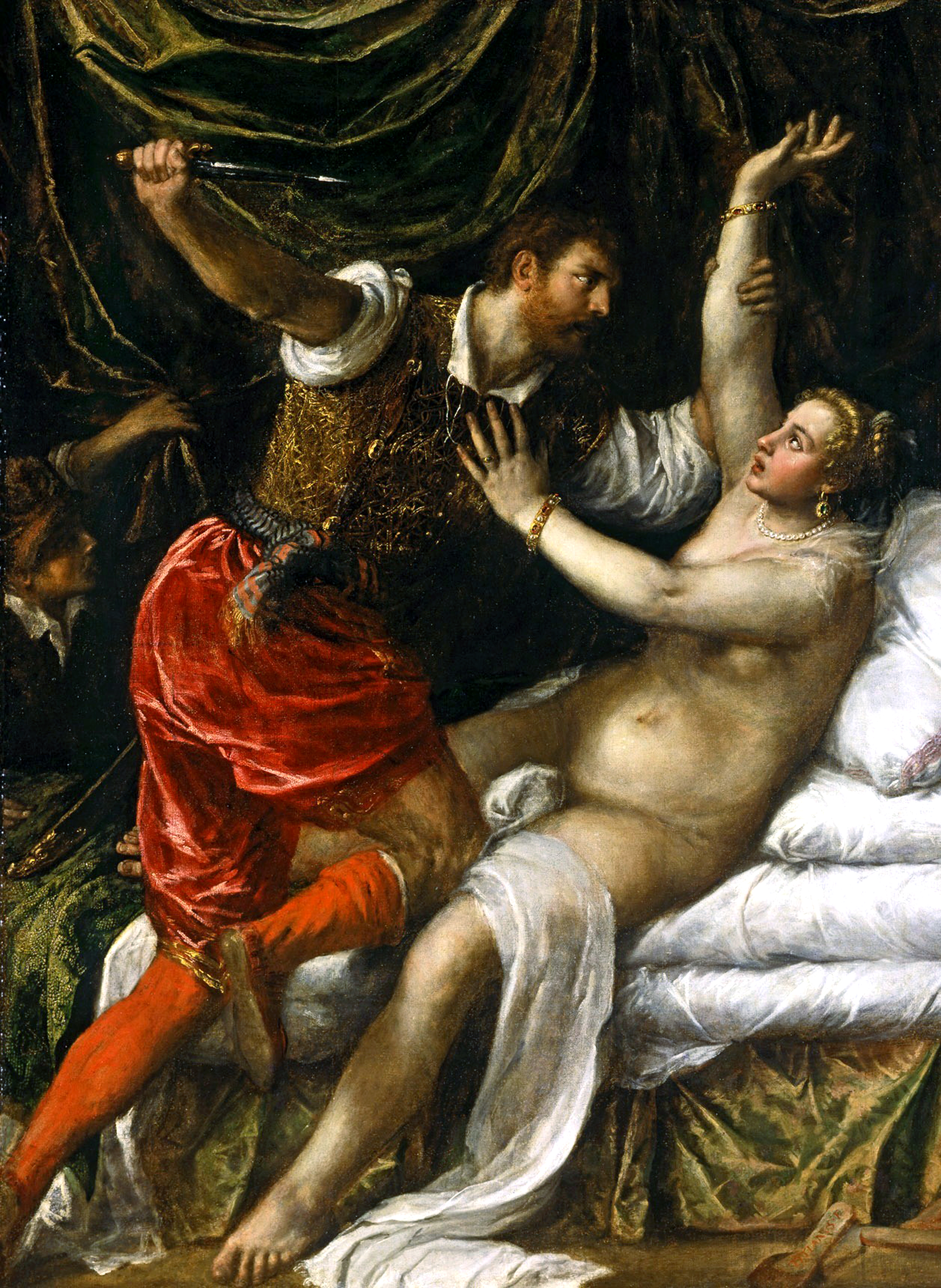
티치아노 베첼리오의 《타르퀴니우스와 루크레티아》 (1571)

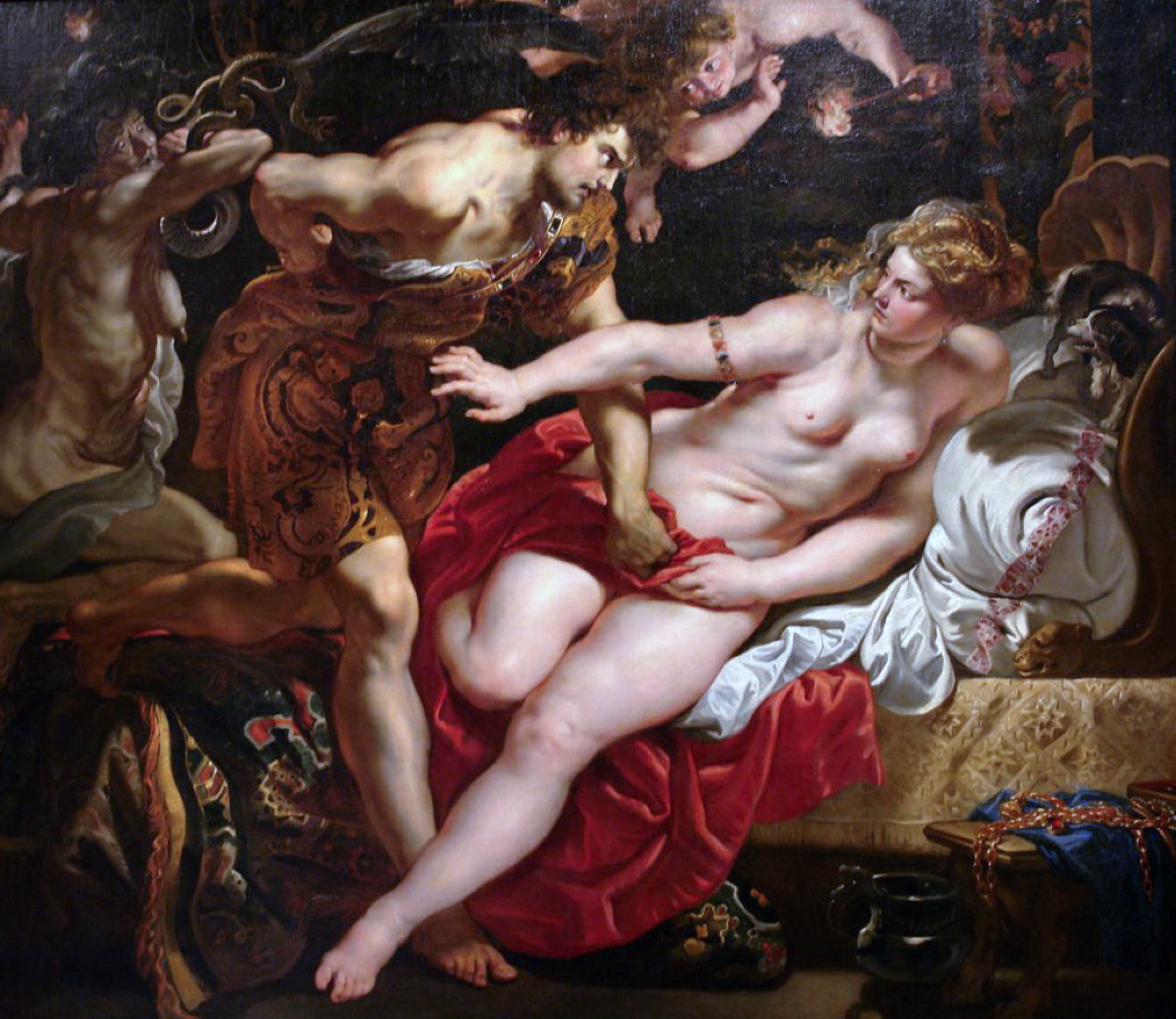
루벤스의 《타르퀴니우스와 루크레티아》 (1610), 에르미타시 박물관 소장

섹스투스 타르퀴니우스(Sextus Tarquinius)는 로마의 마지막 왕이었던 루키우스 타르퀴니우스 수페르부스의 아들들 중 한 명이었다. 파비우스 픽토르가 제시한 타르퀴니우스 왕조의 원래 기록에서 그는 티투스와 아룬스 사이의 둘째 아들이다. 그러나 티투스 리비우스와 디오니시우스 할리카르나소스에 따르면 그는 각각 셋째 또는 첫째 아들이었다. 로마의 전통에 따르면 그의 강간 행위인 루크레티아에 대한 성폭행은 왕정 전복과 로마 공화국 수립의 결정적인 사건이었다.

## 초기 생애
섹스투스 타르퀴니우스의 개인적인 삶에 대해서는 그의 행동에 가려져 알려진 바가 많지 않다. 섹스투스와 그의 가족은 에트루리아인 혈통이었다. 리비우스에 따르면 타르퀴니우스 수페르부스는 가비 마을을 점령하는 데 어려움을 겪고 있었고, 그래서 그는 섹스투스를 보내 자신이 망명한 것처럼 속이도록 했다. 섹스투스는 그들의 군대에서 장군이 되었고, 그 후 그들을 배신하고 아버지가 마을을 점령할 수 있도록 했다.

## 루크레티아 강간
타르퀴니우스 수페르부스는 루툴리족의 도시인 아르데아를 포위하고 있었다. 그곳은 무력으로 점령할 수 없었고, 로마군은 성벽 아래에 진을 치고 있었다. 왕의 아들들과 그의 사촌인 타르퀴니우스 콜라티누스 (에게리우스의 아들 아룬스 타르퀴니우스 (에게리우스))가 함께 연회를 즐기던 중, 그들의 아내들의 미덕에 대해 논쟁이 벌어졌다. 전장에서 아무 일도 일어나지 않자, 그들은 말을 타고 집으로 깜짝 방문을 갔다. 그들은 먼저 로마로 가서 왕의 딸들이 성대한 연회에서 방심하고 있는 것을 발견했다. 그들은 서둘러 콜라티아로 갔고, 그곳에서 밤이 늦었음에도 불구하고 콜라티누스의 아내인 루크레티아가 시녀들 사이에서 실을 잣고 있는 것을 발견했다.
루크레티아의 아름다움과 미덕은 섹스투스 타르퀴니우스의 사악한 열정을 자극했다. 며칠 후 그는 콜라티아로 돌아왔고, 그곳에서 루크레티아는 남편의 친척으로서 그를 환대했다. 한밤중에 그는 칼을 뽑아들고 그녀의 방에 몰래 들어갔다. 그는 루크레티아에게 선택지가 다른 경우 그녀와 그녀의 노예 중 한 명을 죽이고, 그들의 시체를 함께 놓은 다음, 자신이 간통을 저지르는 그녀를 잡았을 때 남편의 명예를 지켰다고 주장할 것이라고 말함으로써 그녀에게 성적인 접근을 강요했다.
얼마 후 루크레티아는 남편과 아버지인 스푸리우스 루크레티우스 트리키피티누스에게 모든 것을 알리는 메시지를 보냈다. 그러고 나서 그녀는 자살했다.

## 죽음과 여파
로마의 전통에 따르면 섹스투스 타르퀴니우스는 안전한 피난처를 찾아 가비로 도주했지만, 과거 행동에 대한 복수로 살해되었다. 루크레티아의 남편의 친구이자 사촌인 루키우스 유니우스 브루투스가 이끄는 로마에서의 반란은 루키우스 타르퀴니우스 수페르부스의 왕정을 전복시키고 로마 공화국의 시작을 가져왔으며, 브루투스는 콜라티누스를 동료로 삼아 첫 집정관이 되었다.

## 문화적 언급

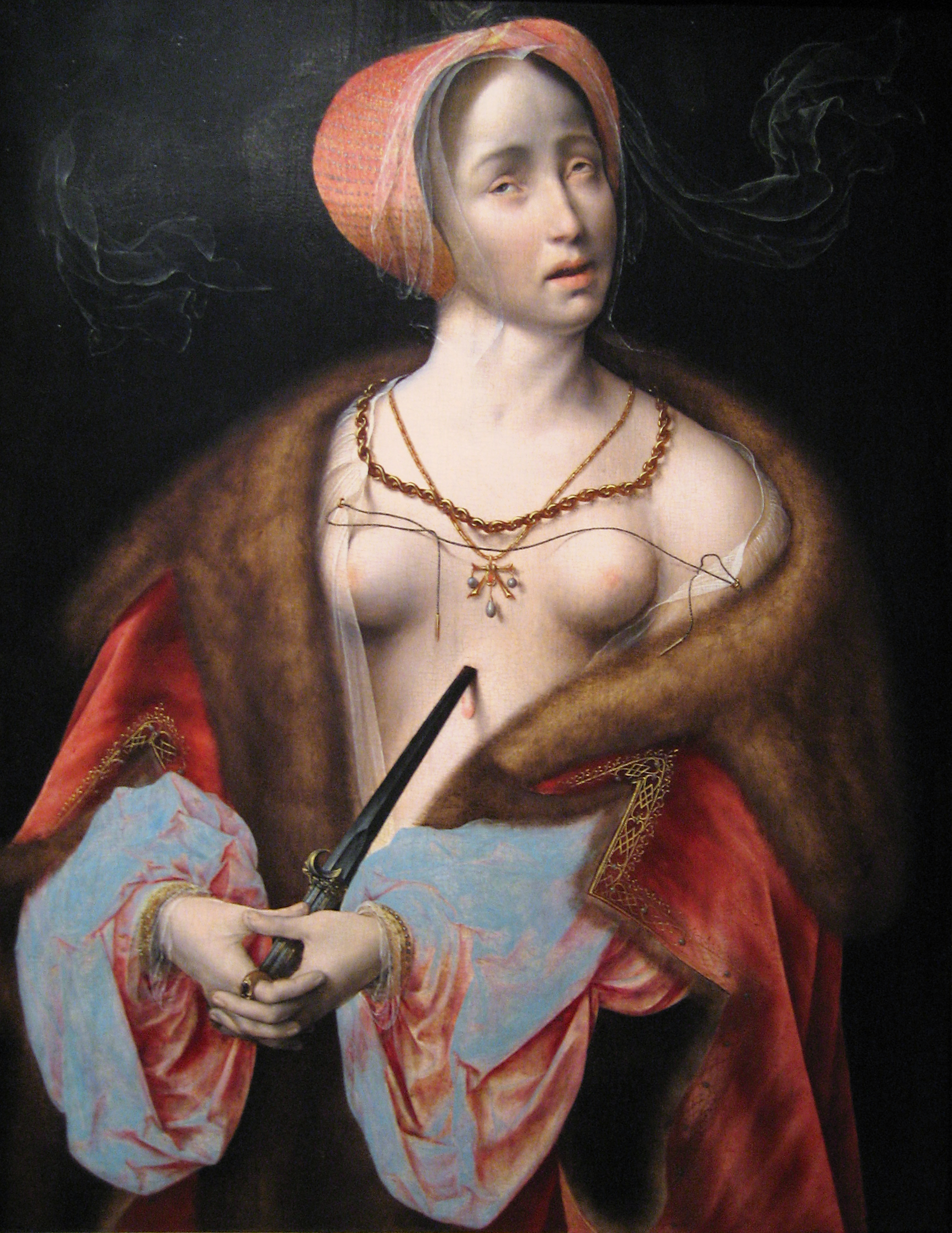
요스 반 클레페가 묘사한 루크레티아의 자살

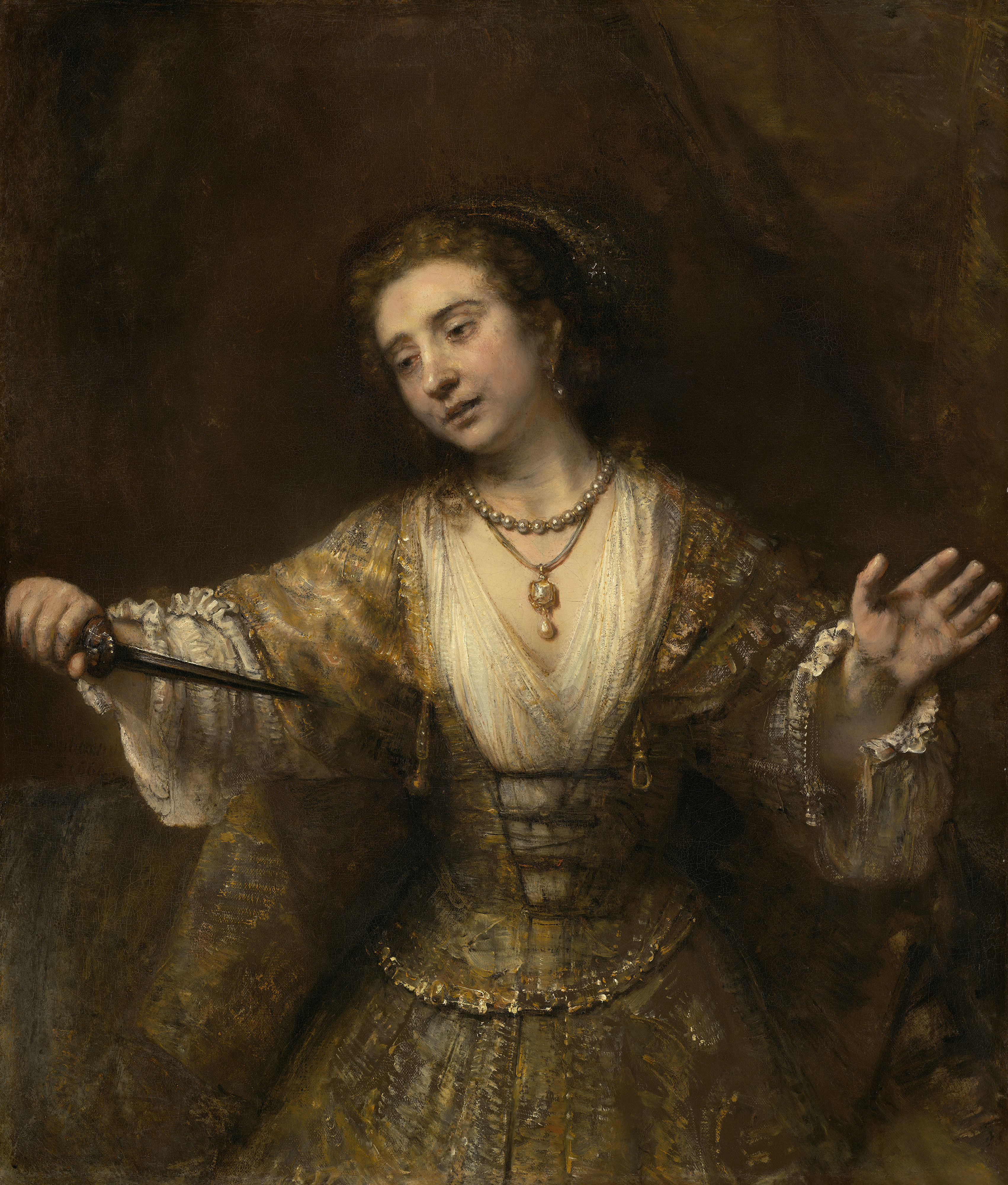
렘브란트 판 레인, 루크레티아, 1664, NGA 83

### 미술
루크레티아와 타르퀴니우스는 위대한 예술가들의 작품을 포함하여 많은 그림의 주제가 되었다.
예시는 다음과 같다:
- 티치아노 베첼리오의 《타르퀴니우스와 루크레티아》, 1571년
- 루크레티아 - 렘브란트 (1664)[8]
- 타르퀴니우스와 루크레티아 - 틴토레토 (c.1578)[9]
- 루크레티아의 자살 - 요스 반 클레페 (c. 1520–1525)[10]

### 문학

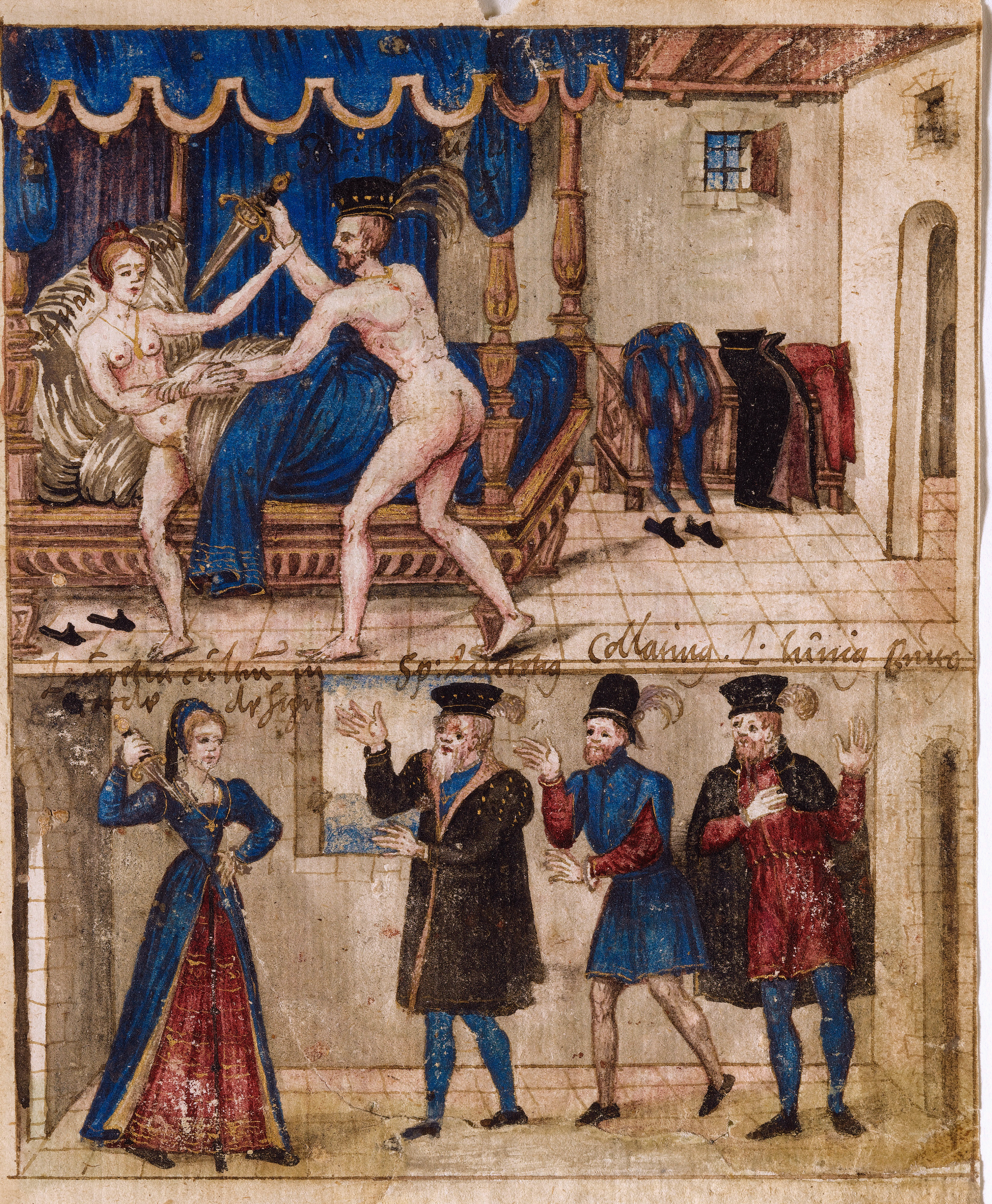
16세기 의상으로 묘사된 이야기 삽화, 타르퀴니우스의 공격과 증인들 앞에서 정의를 요구하는 루크레티아를 묘사

루크레티아의 강간 이야기는 윌리엄 셰익스피어의 서사시 루크레티아의 능욕의 주제이며, 이 작품은 여러 장편 희곡만큼 길어서 낭독하는 데 약 두 시간이 걸린다. 때로는 낭독극으로 공연되기도 했다. 셰익스피어는 그의 희곡에서도 타르퀴니우스를 암시한다. 심벨린 (2막 2장)에서 이아키모는 잠든 이모젠의 침실로 몰래 들어가 자신을 타르퀴니우스에 비유한다:
... 우리의 타르퀴니우스는 이렇게
조용히 풀잎을 밟았지, 그가 건드렸던
순결을 깨우기 전에...

맥베스의 독백 (일명 '단도 독백')에서 맥베스는 타르퀴니우스를 '은밀함의 비유'로 암시한다:
타르퀴니우스의 유린하는 걸음걸이로, 그의 의도를 향해
유령처럼 움직인다. (2막 1장, 5-6행)
셰익스피어의 역사극 줄리어스 시저 (2막 1장)에서 브루투스 인물은 타르퀴니우스의 아버지와 왕정을 전복하는 데 있어 그의 조상의 역할에 대해 회상한다:
... 로마는 한 사람의 경외심 아래 서 있어야 하는가?
무엇을, 로마? 내 조상들은 그가 왕이라 불렸을 때 로마 거리에서 타르퀴니우스를 몰아냈다.
타르퀴니우스는 토머스 바빙턴 매콜리의 고대 로마의 노래들에서 그의 첫 이름 섹스투스로 에트루리아 군대에 등장하며, 이때 클루시움의 왕 라르스 포르세나는 타르퀴니우스 왕조를 로마 왕좌에 복위시키려 한다:
오른쪽 바퀴 옆에는 라틴족의 왕자 마밀리우스가 탔고,

왼쪽 옆에는 수치스러운 행위를 저지른 거짓 섹스투스가 탔네.

하지만 섹스투스의 얼굴이 적들 사이에서 보이자,

온 도시에서 하늘을 찢는 듯한 비명이 터져 나왔네.

집 지붕 위에는 침을 뱉고 쉿 소리를 내지 않는 여인이 없었고,

저주를 외치며 작은 주먹을 흔들지 않는 아이가 없었네.
루크레티아의 강간은 벤저민 브리튼의 1946년 오페라 《루크레티아의 능욕》의 주제이기도 하다.

### 인용
1. ↑  Cornell 1995, 123쪽.
2. ↑  Livy, 1.53; Dion. Hal. Ant. Rom., 4.85.
3. ↑  Dion. Hal. Ant. Rom., 4.55.
4. ↑  Small, Jocelyn Penny (1976). 《The Death of Lucretia》. 《American Journal of Archaeology》 80. 349–360쪽. doi:10.2307/503575. ISSN 0002-9114.
5. ↑  Balke, Friedrich (2011). 《The Image of Lucretia: On the Creation of Republican Charisma in Livy》. 《New German Critique》. 35–50쪽. ISSN 0094-033X.
6. ↑  Glendinning, Eleanor (2013). 《Reinventing Lucretia: Rape, Suicide and Redemption from Classical Antiquity to the Medieval Era》. 《International Journal of the Classical Tradition》 20. 61–82쪽. ISSN 1073-0508.
7. ↑  Livy, 1.60.
8. ↑  NGA
9. ↑  image
10. ↑  “File:The death of Lucretia.jpg”, 《Wikipedia》 (영어), 2020년 12월 7일에 확인함